# Pedro Ezcurra
Pedro Dionisio Ezcurra (Buenos Aires, 9 de octubre de 1860 - íd., 8 de octubre de 1913) fue un ingeniero argentino, de dilatada trayectoria en funciones públicas y obras públicas, que llegó a ser ministro de Agricultura a principios del siglo XX.

## Biografía
Hijo de Pedro Tomás de Ezcurra Fuentes, nació en La Matanza el 9 de octubre de 1859, como consta en acta bautismal de la Iglesia de La Merced de Buenos Aires del 12 de noviembre de ese año. El censo de 1869 lo encuentra con 10 años, viviendo en la estancia El Pino la misma que en el pasado perteneciera a Juan Manuel de Rosas y que su padre heredara de su abuelo José María Ezcurra, cuñado del Restaurador.
Se recibió de ingeniero en la Universidad de Buenos Aires en el año 1886, y en sus primeros años trabajó como agrimensor. A partir de 1890 fue ayudante del ingeniero Octavio Pico en las tareas de demarcación de límites de su país con Chile. Diseñó el ramal de ferrocarril que unía el dique San Roque con la ciudad de Cruz del Eje, que atraviesa el escabroso Valle de Punilla.
Elaboró el primer plano completo del Territorio Nacional del Chubut, y en 1893, por consejo suyo, se nombró capital del mismo a la ciudad de Rawson. Fue también perito en la comisión que defendió los derechos de la Argentina en el este del Territorio Nacional de Misiones, que terminaría con un laudo arbitral desfavorable a su país. El 6 de marzo de 1894, contrajo matrimonio en la localidad santafesina de San Justo con Doña Marta Real de Azua Muñoz.
En 1904 fue nombrado jefe del Departamento de Ganadería del Ministro de Agricultura, y el 4 de noviembre de 1907 asumió como titular del ministerio, nombrado por el presidente José Figueroa Alcorta.

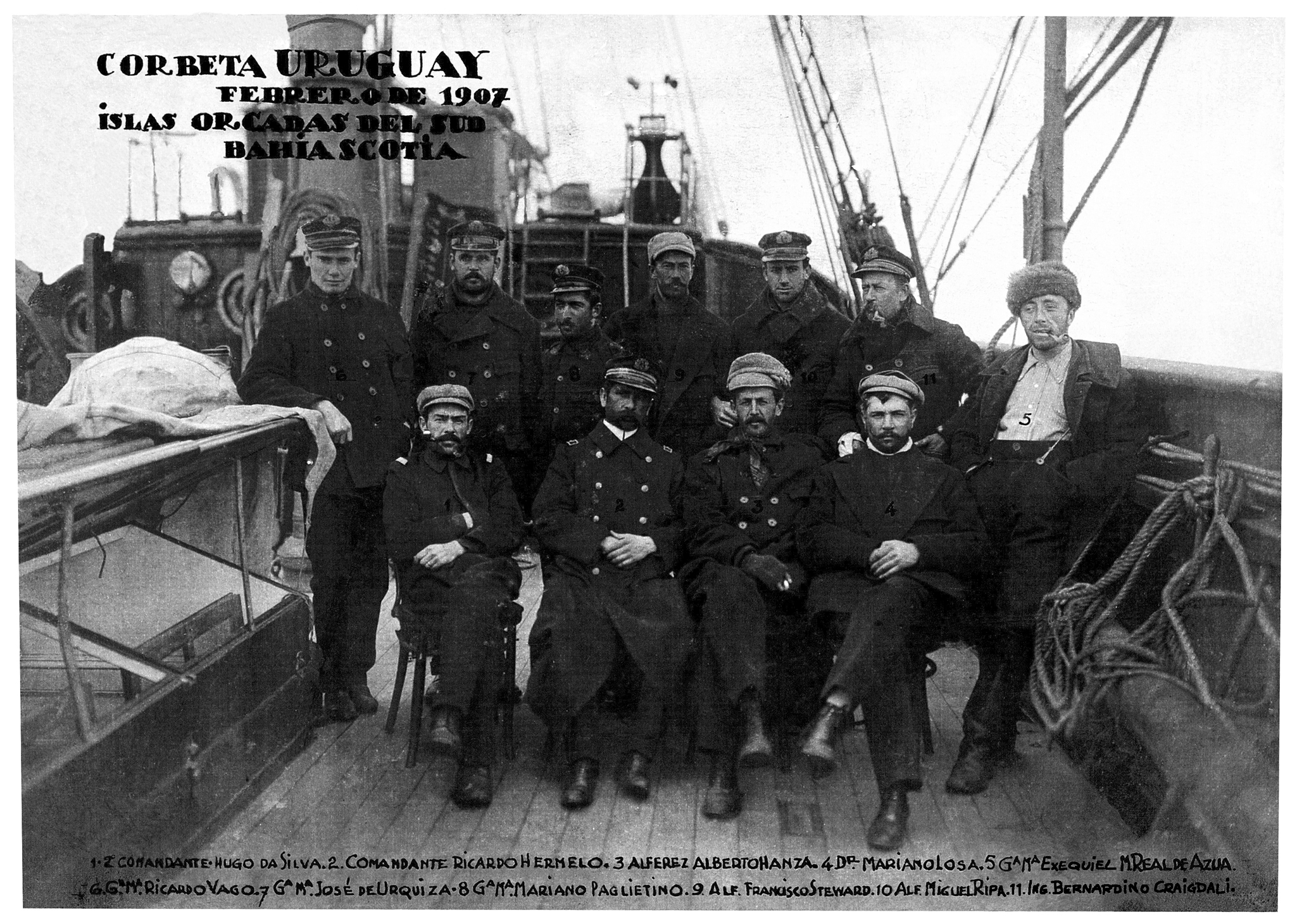
Corbeta Uruguay, febrero de 1907. Islas Orcadas del Sur, Bahía Scotia. Sentados: Comandante Hugo da Silva, Comandante Ricardo Hermelo, Alférez Alberto Hanza, Dr. Mariano Loza. De pie: Guardiamarina Ricardo Vago, Guardiamarina José de Urquiza, Guardiamarina Mariano Paglietino, Alférez Francisco Steward, Alférez Miguel Ripa, Ing. Bernardino Craigdali, Guardiamarina Exequiel Ma. Real de Azúa.

Durante su gestión se produjeron dos sucesos históricos, cuya responsabilidad cayó sobre el Ministerio de Agricultura por falta de otra repartición más adecuada: En enero de 1907 logró que la Armada Argentina enviara la corbeta Uruguay a las islas Orcadas, con lo que se consolidó la presencia argentina en la Base Orcadas.

## Petróleo en Comodoro Rivadavia
Los primeros hallazgos de petróleo en la argentina se efectuaron en Mendoza, Salta y Jujuy y posteriormente se extendieron a Neuquén, Chubut, Tierra del Fuego y Santa Cruz y se remontan a finales del siglo XVIII, bajo descripciones diversas como brea, betún mineral o asfalto. Sin embargo, ninguno de estos yacimientos fue en ese entonces objeto de explotación comercial, aunque el asfalto proveniente de Agua del Corral (actual yacimiento de Cacheuta) se usó en pequeña cantidad y esporádicamente para calafatear odres de vino en Mendoza, y embarcaciones en los puertos chilenos de Valparaíso y Concepción. Por lo tanto, el carbón y su derivado el kerosene, seguía siendo el combustible fósil que utilizaban el ferrocarril, los barcos, la poca industria existente, la iluminación y la calefacción de los habitantes de las grandes ciudades, y que se importaba desde Inglaterra.
El proceso de explotación sistemática de petróleo comenzó accidentalmente con la perforación del primer pozo de Comodoro Rivadavia, un aislado puerto en medio de tierras fiscales del Territorio Nacional del Chubut: buscando agua se encontró petróleo. El agua potable que se consumía en ese lejano puerto debía acarrearse desde larga distancia. Cuando Julio Keidel se hizo cargo de la Sección de Geología, Mineralogía y Minería en 1906, la División de Minas, Geología e Hidrología aumentó sus recursos con respecto a 1904 y adquirió nuevas perforadoras de Austria. La Dirección General de Minas, Geología e Hidrología, a cargo de Enrique Hermitte, encomendó su búsqueda al ingeniero Julio Krause, Jefe de la Sección de Hidrología y Perforaciones. Éste despachó un equipo de perforación de pozos de agua que, al llegar a los 535 metros de profundidad, dio indicios de petróleo, confirmados el 13 de diciembre de 1907 al encontrarse una napa del hidrocarburo.
De acuerdo al telegrama de José Fuchs y Umberto Beghin se había producido un descubrimiento histórico:

13 diciembre. Geminas, Buenos Aires. Perforación sigue bien profundidad quinientos treinta y nueve metros. Inyección sube siempre espesa con kerosene. Aumentó muy poco. Se está en un terreno que es casi imposible pasarlo de tan duro. Garantizamos que es kerosene de la mejor calidad. Todo en buen estado. Beghin y Fuchs.

Al día siguiente, adelantándose a un particular que pidió la concesión de la zona de acuerdo al Código de Minería vigente desde 1887, Pedro Ezcurra se reúne con el presidente Figueroa Alcorta para informarlo de la situación y, en contra de la opinión de otros ministros, ambos firmaron un Decreto creando una zona de reserva preservada de los permisos de cateo:

Estando practicándose perforaciones en el Territorio del Chubut, por disposición del PEN, y de conformidad con lo dispuesto por el artículo 15º de la ley nº 4.167, el presidente de la República,

Decreta:

Art 1º: Queda prohibida la denuncia de perforaciones mineras y concesión de permiso de cateos, en el Puerto Comodoro Rivadavia, territorio del Chubut, en un radio de cinco leguas kilométricas, a todo rumbo, contándose desde el centro de la población”.

Este decreto creaba un precedente de estatización muy cuestionado por los juristas de la época, próximos a una línea de pensamiento liberal, por cuanto el Código de Minería no distinguía al petróleo de los demás minerales y establecía que éstos debían ser explotados por particulares, excluyendo expresamente al Estado. No obstante, por tratarse de un territorio nacional Ezcurra hizo valer el régimen de tierras fiscales de 1903 previsto en el artículo 15 de la Ley 4167:

Las islas no podrán ser enajenadas, pero el P. E. podrá concederlas en arrendamiento. No podrán tampoco ser enajenadas las tierras que contengan depósitos conocidos de sal, minerales, hulla, petróleo o fuentes de aguas medicinales, salvo las disposiciones del código de minería. El P. E. podrá prohibir la denuncia de minas en los territorios que explore.

Poco después se envió un proyecto de ley en el mismo sentido. Tras una larga discusión, el Congreso terminó aprobando en 1910 –mediante la Ley N° 7059– la reserva de apenas algo más del 10% de la superficie solicitada. El senador Joaquín V. González llegó a afirmar que la reserva estatal era inconstitucional, dejando en claro un solapado enfrentamiento entre sectores liberales y estatistas en el partido gobernante. Decenas de exploradores aventureros (en la época llamados wild cats) se apresuran a presentar permisos de explotación que nunca se llevarán adelante, con la única consecuencia de que el país no pueda generar la extracción a gran escala y siga dependiendo del carbón inglés.

## Legado
Falleció en Buenos Aires en 1913.
A modo de homenaje, dos sitios en la Antártida llevan su nombre: la ensenada Ezcurra y las rocas Ministro Ezcurra.
Un buque tanque de la Armada Argentina, botado en los astilleros de Greenock, Escocia, el 11 de abril de 1914, fue bautizado "Ministro Ezcurra" en su honor. Como buque auxiliar de la Armada, participó en varias campañas antárticas.